# Gin Dutch
Jennifer Druiventak, artiestennaam Gin Dutch (Enschede, 26 januari 1983), is een Nederlands hiphop- en dance-artieste. Ze begon als tiener in de hiphopgroep Boogie G Funk. Tijdens een Amerikaanse muziekreis stond ze in het voorprogramma van verschillende bekende Amerikaanse artiesten. In 2014 had ze een hit met Paul Elstak en Mental Theo die anderhalf miljoen keer werd bekeken op YouTube. Ze rapt en zingt in het Engels.

## Biografie
Druiventak is afkomstig uit het Twentse Enschede. Op haar vijftiende begon ze met rappen in de hiphopformatie Boogie G Funk. Rond twee jaar later tekende ze haar eerste platencontract. In 2010 deed ze mee aan Wanted, een competitie in de Melkweg in Amsterdam voor hiphoptalent.
In 2012 ging ze solo verder. Een tijd later ging ze voor drie weken naar de Verenigde Staten om te weten hoe haar muziek daar aankwam. Uiteindelijk bleef ze daar gedurende de volle lengte van haar visum van drie maanden. Ze deed daar allerlei contacten op en stond in het voorprogramma van bekende artiesten als Too $hort,  Scarface, E-40, Sean Kingston, Tyga en Bow Wow. Door deze reis besefte ze dat er voor haar succes mogelijk was.
In 2013 deed ze mee aan X Factor en stond ze onder de hoede van saxofoniste Candy Dulfer. Ze viel af net voordat de life shows begonnen. Deze jaren luidden ook een wijziging van haar stijl in van underground naar een stijl voor een breder publiek. In 2014 werkte ze samen met Paul Elstak en Mental Theo; hun nummer Raving beats kwam in verschillende hitlijsten te staan en werd anderhalf miljoen maal bekeken op YouTube.
In 2014 richtte ze met producer Fox Beats 'BGF Music' op en in september 2016 tekenden ze een muziekuitgeverijovereenkomst met Strengholt Music Group en Fabiënne Music. Ook verscheen in 2016 nieuw werk, waaronder de single Soldiers.
Op 10 juni 2017 was zij te gast bij Tino Martin in de Ziggo Dome waar zij samen het nummer Dat Ik Je Zo Zou Missen ten gehore brachten.
In het najaar van 2017 deed ze mee aan The voice of Holland. Ze viel af tijdens de Knock-outs, de laatste ronde voor de liveshows.

## Discografie
Hits op YouTube waren bijvoorbeeld Hit the streets en iPhone, beide in 2012. Hieronder volgt een selectie van haar overige werk:
Album
- 2014: Turn up, ep

Singles
| Jaar | act                                      | nummer          | Top 100 | weken | opmerking                                                  |
| ---- | ---------------------------------------- | --------------- | ------- | ----- | ---------------------------------------------------------- |
| 2012 | Gin Dutch                                | Hit the streets | -       | -     |                                                            |
| 2014 | Paul Elstak en Mental Theo met Gin Dutch | Raving beats    | 74      | 1     | nr. 18 in de Dutch Dance Top, 1,5 miljoen views op YouTube |
| 2016 | Gin Dutch                                | Soldiers        | -       | -     |                                                            |